# Кристина Егерсеги
Кристина Егерсеги (мађ. Egerszegi Krisztina; 16. август 1974, Будимпешта, Мађарска) је бивша олимпијка и репрезентативка Мађарске у пливању. У међународну Кућу славних је примљена 2001. године.

## Биографија
Као 14-годишњакиња победила је на ЛОИ у Сеулу, у дисциплини 200 м леђно. Том победом је постала најмлађа пливачица која је освојила златну медаљу на ОИ. Тај наслов је носила само 4 године када јој га је на наредним играма у Барселони јапанска пливачица Кјоко Ивасаки одузела. Ивасаки је била 32 дана млађа од Кристине када је поставила рекорд. У Сеулу је Кристина освојила и сребро у трци на 100 м леђно.
На ОИ у Барселони освојила је 3 злата (100 и 200 м леђно, и 400 м мешовито), и тиме била најуспешнија спортисткиња на тим играма. Године 1996. у Атланти успела је по трећи пута освојити злато на 200 м леђно, и бронзану на 400 м мешовито.
У својој каријери више пута је обарала рекорде на 100 и 200 м леђно. Рекорд на 200 м леђно који је поставила 1991. године одржао се пуних 16 година све док га Кристи Ковентри није оборила.

## Признања
- Спортисткиња године у Мађарској 7х - (1988, 1989, 1990, 1991, 1992, 1993, 1996)
- Спортисткиња године у Европи 1х - (1992)
- Награда Златни јелен 1х - (1996)
- Награда Мађар ерекшег 1х - (1996)
- Одликовање државе Мађарске првог реда 1х (1996)
- Треће место у избору спортисте столећа у Мађарској (2000)
- Спортисткиња деценије (2001)
- Награда Чик Ференц (2001)
- МОКово признање сребрног реда (2001)

## Извор
- Ládonyi László–Volly György: Egerszegi (Trio, Budapest). 1993.  978-963-8142-01-6.